# Ronald Ross
Ronald Ross (Almora, Indija, 13. svibnja 1857. – London, 16. rujna 1932.), engleski liječnik.
- 1902. - Nobelova nagrada za fiziologiju ili medicinu